# 52
Il 52 (LII in numeri romani) è un anno bisestile del I secolo.

## Eventi

### Impero romano
- L'imperatore Claudio fa completare un'opera idraulica per regimentare il bacino acquifero del Fucino attraverso un tunnel (lungo 5,6 km) sotto il monte Salviano. L'opera completata richiese undici anni di lavoro e 30.000 persone.
- Claudio termina l'acquedotto Claudio.
- Viene emanata una norma che vieta l'uccisione degli schiavi anziani e storpi.
- Anania, sacerdote ebraico a Gerusalemme, viene inviato a Roma per rispondere dell'accusa di violenza.
- Tiridate I, fratello dell'imperatore partico Vologase I, sale al potere in Armenia e si pone politicamente come un avversario di Roma.
- Muore il governatore della Britannia Publio Ostorio Scapula durante la campagna militare contro i Siluri, nel Galles meridionale. A seguito della morte del suo comandante, la Legio II Augusta subisce una pesante sconfitta da parte dei Siluri. Al posto di Ostorio, a diventare governatore viene chiamato Aulo Didio Gallo, che cambia la linea di gestione della provincia: placa la situazione bollente nella regione e consolida le conquiste ottenute dai Romani, piuttosto che procedere all'incremento dei territori.

### Religioni
- Tommaso, uno dei dodici discepoli di Gesù, sbarca a Kodungallur, in India, allo scopo di predicare il Vangelo. Da questo evento diverse chiese cristiane indiane traggono la loro origine.

## Morti
- Publio Ostorio Scapula, politico romano

## Calendario
| Calendario 52 | Calendario 52 | Calendario 52 | Calendario 52 | Calendario 52 | Calendario 52 | Calendario 52 | Calendario 52 | Calendario 52 | Calendario 52 | Calendario 52 | Calendario 52 | Calendario 52 | Calendario 52 | Calendario 52 | Calendario 52 | Calendario 52 | Calendario 52 | Calendario 52 | Calendario 52 | Calendario 52 | Calendario 52 | Calendario 52 | Calendario 52 | Calendario 52 | Calendario 52 | Calendario 52 | Calendario 52 | Calendario 52 | Calendario 52 | Calendario 52 | Calendario 52 | Calendario 52 |
| ------------- | ------------- | ------------- | ------------- | ------------- | ------------- | ------------- | ------------- | ------------- | ------------- | ------------- | ------------- | ------------- | ------------- | ------------- | ------------- | ------------- | ------------- | ------------- | ------------- | ------------- | ------------- | ------------- | ------------- | ------------- | ------------- | ------------- | ------------- | ------------- | ------------- | ------------- | ------------- | ------------- |
|               | 1             | 2             | 3             | 4             | 5             | 6             | 7             | 8             | 9             | 10            | 11            | 12            | 13            | 14            | 15            | 16            | 17            | 18            | 19            | 20            | 21            | 22            | 23            | 24            | 25            | 26            | 27            | 28            | 29            | 30            | 31            |               |
| Gennaio       | Sa            | Do            | Lu            | Ma            | Me            | Gi            | Ve            | Sa            | Do            | Lu            | Ma            | Me            | Gi            | Ve            | Sa            | Do            | Lu            | Ma            | Me            | Gi            | Ve            | Sa            | Do            | Lu            | Ma            | Me            | Gi            | Ve            | Sa            | Do            | Lu            |               |
| Febbraio      | Ma            | Me            | Gi            | Ve            | Sa            | Do            | Lu            | Ma            | Me            | Gi            | Ve            | Sa            | Do            | Lu            | Ma            | Me            | Gi            | Ve            | Sa            | Do            | Lu            | Ma            | Me            | Gi            | Ve            | Sa            | Do            | Lu            | Ma            |               |               |               |
| Marzo         | Me            | Gi            | Ve            | Sa            | Do            | Lu            | Ma            | Me            | Gi            | Ve            | Sa            | Do            | Lu            | Ma            | Me            | Gi            | Ve            | Sa            | Do            | Lu            | Ma            | Me            | Gi            | Ve            | Sa            | Do            | Lu            | Ma            | Me            | Gi            | Ve            |               |
| Aprile        | Sa            | Do            | Lu            | Ma            | Me            | Gi            | Ve            | Sa            | Do            | Lu            | Ma            | Me            | Gi            | Ve            | Sa            | Do            | Lu            | Ma            | Me            | Gi            | Ve            | Sa            | Do            | Lu            | Ma            | Me            | Gi            | Ve            | Sa            | Do            |               |               |
| Maggio        | Lu            | Ma            | Me            | Gi            | Ve            | Sa            | Do            | Lu            | Ma            | Me            | Gi            | Ve            | Sa            | Do            | Lu            | Ma            | Me            | Gi            | Ve            | Sa            | Do            | Lu            | Ma            | Me            | Gi            | Ve            | Sa            | Do            | Lu            | Ma            | Me            |               |
| Giugno        | Gi            | Ve            | Sa            | Do            | Lu            | Ma            | Me            | Gi            | Ve            | Sa            | Do            | Lu            | Ma            | Me            | Gi            | Ve            | Sa            | Do            | Lu            | Ma            | Me            | Gi            | Ve            | Sa            | Do            | Lu            | Ma            | Me            | Gi            | Ve            |               |               |
| Luglio        | Sa            | Do            | Lu            | Ma            | Me            | Gi            | Ve            | Sa            | Do            | Lu            | Ma            | Me            | Gi            | Ve            | Sa            | Do            | Lu            | Ma            | Me            | Gi            | Ve            | Sa            | Do            | Lu            | Ma            | Me            | Gi            | Ve            | Sa            | Do            | Lu            |               |
| Agosto        | Ma            | Me            | Gi            | Ve            | Sa            | Do            | Lu            | Ma            | Me            | Gi            | Ve            | Sa            | Do            | Lu            | Ma            | Me            | Gi            | Ve            | Sa            | Do            | Lu            | Ma            | Me            | Gi            | Ve            | Sa            | Do            | Lu            | Ma            | Me            | Gi            |               |
| Settembre     | Ve            | Sa            | Do            | Lu            | Ma            | Me            | Gi            | Ve            | Sa            | Do            | Lu            | Ma            | Me            | Gi            | Ve            | Sa            | Do            | Lu            | Ma            | Me            | Gi            | Ve            | Sa            | Do            | Lu            | Ma            | Me            | Gi            | Ve            | Sa            |               |               |
| Ottobre       | Do            | Lu            | Ma            | Me            | Gi            | Ve            | Sa            | Do            | Lu            | Ma            | Me            | Gi            | Ve            | Sa            | Do            | Lu            | Ma            | Me            | Gi            | Ve            | Sa            | Do            | Lu            | Ma            | Me            | Gi            | Ve            | Sa            | Do            | Lu            | Ma            |               |
| Novembre      | Me            | Gi            | Ve            | Sa            | Do            | Lu            | Ma            | Me            | Gi            | Ve            | Sa            | Do            | Lu            | Ma            | Me            | Gi            | Ve            | Sa            | Do            | Lu            | Ma            | Me            | Gi            | Ve            | Sa            | Do            | Lu            | Ma            | Me            | Gi            |               |               |
| Dicembre      | Ve            | Sa            | Do            | Lu            | Ma            | Me            | Gi            | Ve            | Sa            | Do            | Lu            | Ma            | Me            | Gi            | Ve            | Sa            | Do            | Lu            | Ma            | Me            | Gi            | Ve            | Sa            | Do            | Lu            | Ma            | Me            | Gi            | Ve            | Sa            | Do            |               |